# St. Charles County
Das St. Charles County ist ein County im US-amerikanischen Bundesstaat Missouri. Im Jahr 2020 hatte das County 405.262 Einwohner und eine Bevölkerungsdichte von 279,3 Einwohnern pro Quadratkilometer. Der Verwaltungssitz (County Seat) ist Saint Charles.
Das St. Charles County ist Bestandteil der Metropolregion Greater St. Louis.

## Geografie
Das County liegt im Osten von Missouri an der Mündung des Missouri River in den Mississippi, der die Grenze zu Illinois bildet. Es hat eine Fläche von 1534 Quadratkilometern, wovon 83 Quadratkilometer Wasserfläche sind. An das St. Charles County grenzen folgende Nachbarcountys:
| Lincoln County | Calhoun County (Illinois) | Jersey County (Illinois)  |
| Warren County  |                           | Madison County (Illinois) |
|                | Franklin County           | St. Louis County          |

## Geschichte

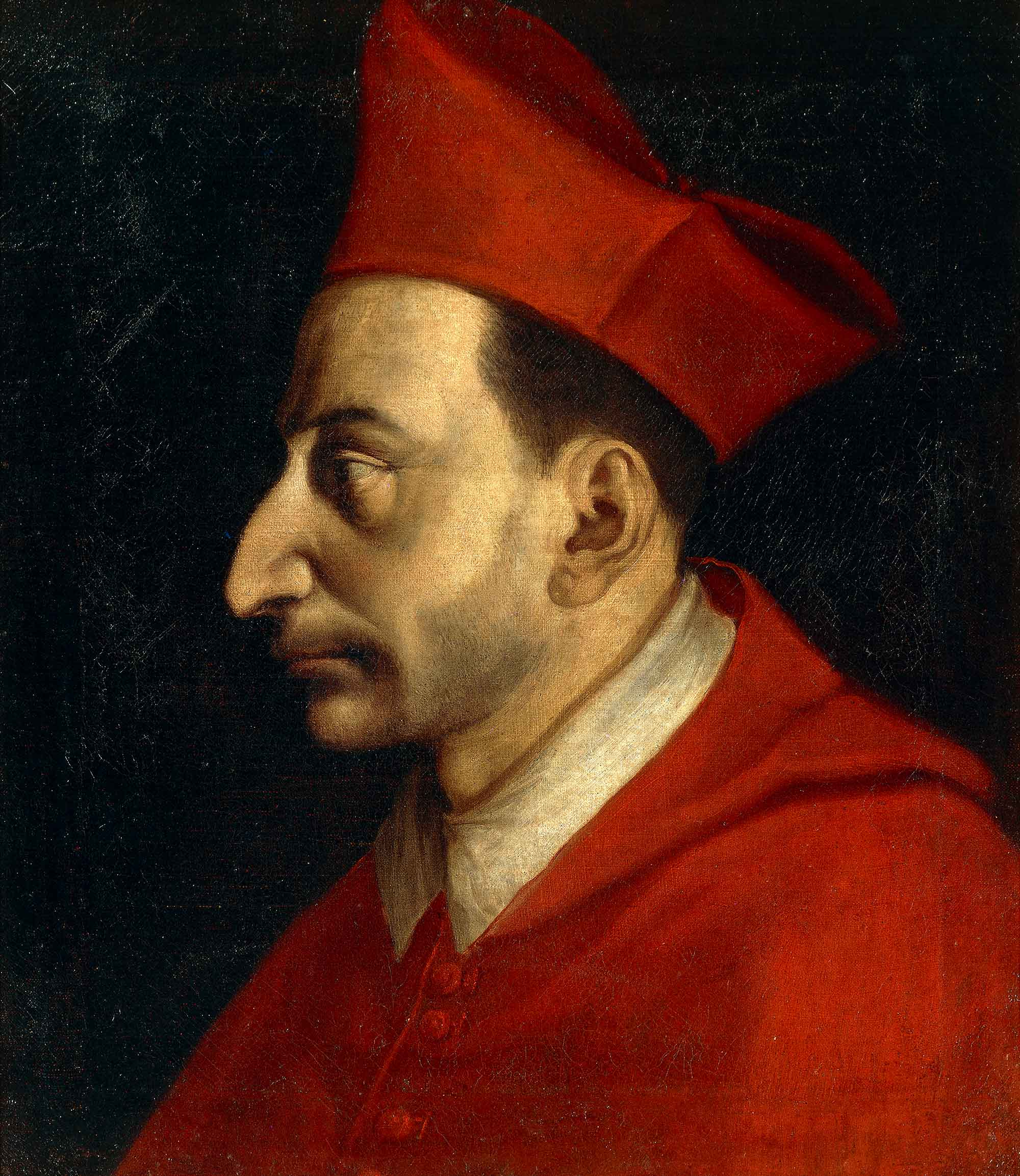
C. Borromeo

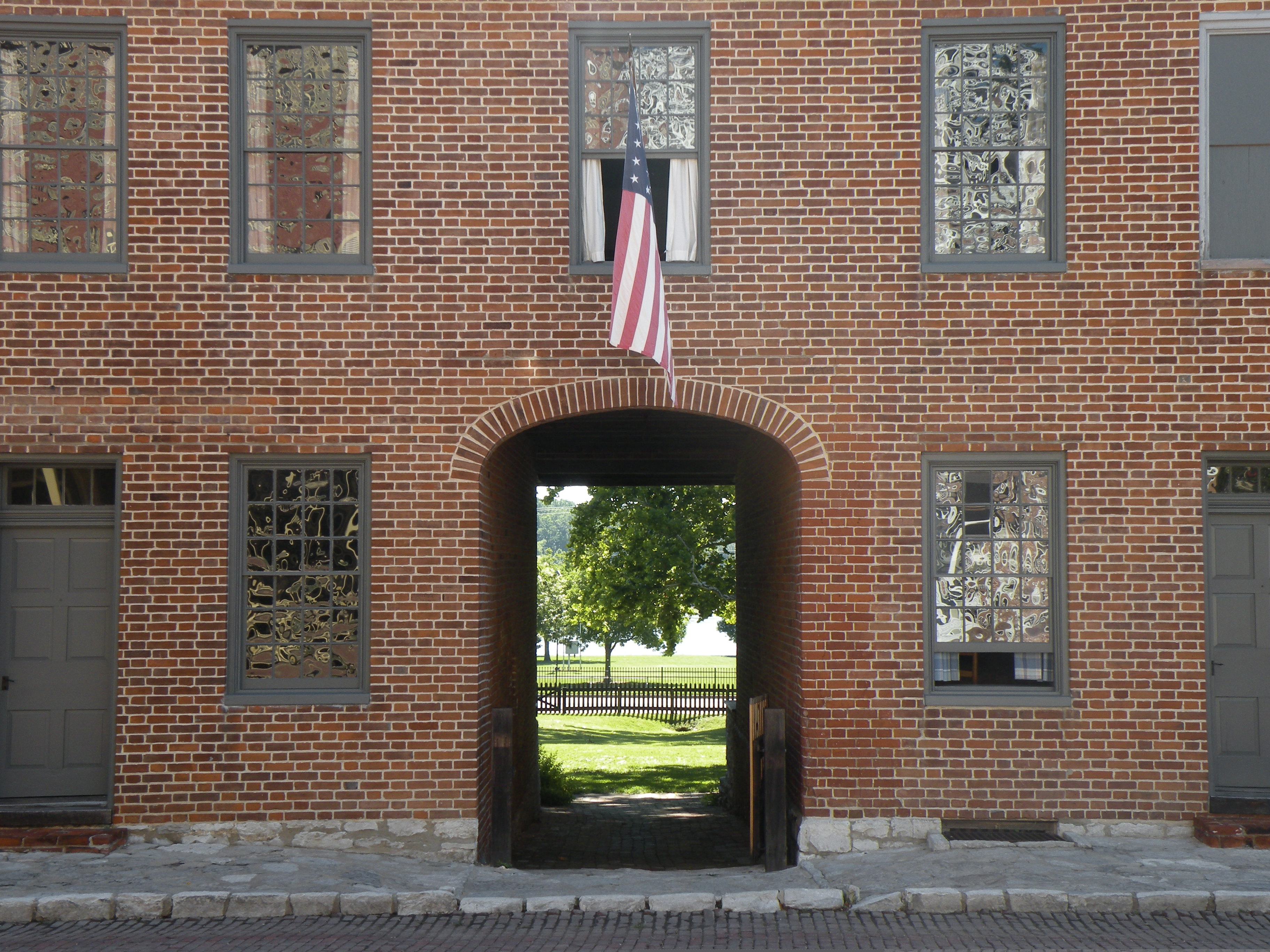
First State Capitol in St. Charles, seit 1969 im NRHP gelistet

Das St. Charles County wurde 1812 gegründet. Benannt wurde es, ebenso wie die Bezirkshauptstadt Saint Charles, nach dem ehemaligen spanischen Distrikt San Carlos, damals benannt nach Carlo Borromeo (1538–1584), einem Heiligen der Römisch-Katholischen Kirche.
Die Stadt St. Charles war die erste Hauptstadt des Staates Missouri und beherbergt noch heute das First State Capitol.

35 Bauwerke und Stätten des Countys sind im National Register of Historic Places eingetragen (Stand 6. Februar 2018).

## Demografische Daten
Nach der Volkszählung im Jahr 2010 lebten im St. Charles County 360.485 Menschen in 127.228 Haushalten. Die Bevölkerungsdichte betrug 248,4 Einwohner pro Quadratkilometer. In den 127.228 Haushalten lebten statistisch je 2,65 Personen.
Ethnisch betrachtet setzte sich die Bevölkerung zusammen aus 90,7 Prozent Weißen, 4,1 Prozent Afroamerikanern, 0,2 Prozent amerikanischen Ureinwohnern, 2,2 Prozent Asiaten sowie aus anderen ethnischen Gruppen; 1,8 Prozent stammten von zwei oder mehr Ethnien ab. Unabhängig von der ethnischen Zugehörigkeit waren 2,8 Prozent der Bevölkerung spanischer oder lateinamerikanischer Abstammung.
25,8 Prozent der Bevölkerung waren unter 18 Jahre alt, 63,0 Prozent waren zwischen 18 und 64 und 11,2 Prozent waren 65 Jahre oder älter. 50,9 Prozent der Bevölkerung war weiblich.

Das jährliche Durchschnittseinkommen eines Haushalts lag bei 68.669 USD. Das Prokopfeinkommen betrug 30.517 USD. 5,1 Prozent der Einwohner lebten unterhalb der Armutsgrenze.

## Ortschaften im St. Charles County
Citys
| - Cottleville - Dardenne Prairie - Flint Hill - Foristell1 - Lake St. Louis | - New Melle - O’Fallon - Portage Des Sioux - Saint Charles - Saint Paul | - Saint Peters - Weldon Spring - Wentzville - West Alton |

Towns
- Augusta
- Weldon Spring Heights

Village
- Josephville

Unincorporated Communities
| - All Saints Village - Black Walnut - Blase - Boschertown - Cappeln - Dardenne - Defiance | - Elm Point - Enon - Femme Osage - Firma - Flinthill - Gardnerville - Gilmore | - Hamburg - Harvester - Howell - Jacobs - Kampville - Klondike - Machens | - Marais Croche - Matson - Nona - Orchard Farm - Pauldingville - Peruque - Seeburger | - Schluersburg - South Shore - St. Clement - Weldon - Whitecorn - Wilkie |

1 – teilweise im Warren County

## Gliederung
Das St. Charles County ist in 14 Townships eingeteilt:
| Township                | Einwohner (2010) | FIPS     |
| ----------------------- | ---------------- | -------- |
| Boone Township          | 41.639           | 29-07232 |
| Cottleville Township    | 23.534           | 29-16681 |
| Dardenne Township       | 26.303           | 29-18244 |
| Frontier Township       | 26.850           | 29-26120 |
| Harvester Township      | 20.573           | 29-30812 |
| Lake St. Louis Township | 28.254           | 29-40047 |
| Lindenwood Township     | 19.602           | 29-43026 |

| Township               | Einwohner (2010) | FIPS     |
| ---------------------- | ---------------- | -------- |
| O’Fallon Township      | 26.560           | 29-54080 |
| Rivers Township        | 22.257           | 29-62112 |
| St. Peters Township    | 18.256           | 29-65130 |
| Spencer Creek Township | 20.198           | 29-69434 |
| Weldon Spring Township | 26.126           | 29-78316 |
| Wentzville Township    | 39.997           | 29-78448 |
| Zumbehl Township       | 20.336           | 29-81555 |